# Roomsch-Katholieke Federatie van Roomsch-Katholieke Voetbalbonden in Nederland
De Roomsch-Katholieke Federatie van Roomsch-Katholieke Voetbalbonden in Nederland, ook wel Roomsch-Katholieke Federatie (RKF) of Roomsch-Katholieke Nederlands Voetbalbond (RKNVB) genoemd, was de overkoepelende organisatie van de vijf rooms-katholieke voetbalbonden. Het vormde hiermee na de (Koninklijke) Nederlandse Voetbalbond de op een na grootste landelijke voetbalbond. De federatie bestond van 27 december 1916 tot 1 augustus 1940 toen zij, net als alle andere voetbalbonden in Nederland, op last van de Duitse bezettingsmacht in de Tweede Wereldoorlog opging in de Nederlandse Voetbalbond.
De federatie had weinig invloed en kende tot 1932 geen eigen competitie, dit in tegenstelling tot de neutrale tegenhanger, de Nederlandse Voetbalbond. Alle clubs speelden bij hun eigen diocesane voetbalbond, alleen de kampioenschapscompetities vonden plaats onder de vlag van de federatie.

## Voorgeschiedenis
Voordat de eerste katholieke voetbalbond werd opgericht konden rooms-katholieke clubs zonder meer terecht bij de neutrale Nederlandse Voetbalbond (NVB) en de diverse regionale voetbalbonden, waaronder de Brabantsche, Limburgsche, Rotterdamsche en Amsterdamsche Voetbalbond. De katholieke clubs moesten dan wel spelers zonder katholieke achtergrond willen opnemen als lid. In 1910 werden Achilles uit Amsterdam en RKSV Leonidas (toen nog RKVV Swift hetend) uit Rotterdam onder zwaar protest van de andere clubs in die bonden toegelaten tot respectievelijk de Amsterdamsche en Rotterdamsche Voetbalbond, hoewel beide clubs geen niet-rooms-katholieken wilden toelaten. Ook bij andere bonden weigerden sommige katholieke verenigingen open te staan voor mensen zonder katholieke achtergrond, met name gebeurde dat in de overwegend katholieke provincies Noord-Brabant en Limburg.
Kort hierna kwamen er plannen om een rooms-katholieke voetbalbond op te zetten. Geestelijken waren echter bang dat de voetbalsport de verdraagzaamheid naar de kerk zou verminderen. Door de mobilisatie tijdens de Eerste Wereldoorlog werd de voetbalsport echter steeds populairder onder katholieken nadat ze op de kazernes in aanraking kwamen met de sport en met de neutrale voetbalbonden.

## Ontstaan van de RKF
Kapelaan Willem Binck, eerder al betrokken was bij de oprichting van de Rooms-Katholieke Voetbalbond Westelijk Brabant (RKVB Westelijk Brabant, later hernoemd naar RKVB Breda), speelde een belangrijke rol bij de oprichting van de Rooms-Katholieke Federatie. Ook (andere) afgevaardigden van de RKVB Westelijk Brabant en van de RKVB Den Bosch waren bij de oprichting van de federatie, op 27 december 1916. De katholieke bonden moesten volgens Binck snel worden opgericht, omdat na de mobilisatie de jonge mannen zouden gaan voetballen bij neutrale clubs en zich dan minder bezig gingen houden met het katholicisme.
De federatie kreeg bij de oprichting in eerste instantie de naam Rooms-Katholieke Nederlandse Voetbalbond (RKNVB). In 1921 werd de bond omgedoopt tot de Rooms-Katholieke Federatie omdat men geen grote machtige bond wilde zijn zoals de NVB dat was. De regoniale, diocesane – per bisdom georganiseerde – bonden hadden meer macht dan de federatie, terwijl de NVB meer macht had dan zijn regionale bonden. Ook was er soms verwarring over de naam: de RKNVB werd vaak gezien als een onderdeel van de NVB.
De RKNVB en de NVB hadden in eerste instantie een redelijke band met elkaar. Op 4 juli 1917 sloten de RKNVB en de NVB een contract waarbij schorsingen van clubs en personen van elkaar werden overgenomen, zodat een club of speler die bij de ene bond geschorst werd, niet vrij kon spelen bij de andere bond. Hetzelfde gold bij royementen.
In 1924 ontstond er een breuk tussen de twee bonden en werd geen nieuw contract meer afgesloten.
De verhoudingen binnen de Rooms-Katholieke Federatie waren evenmin altijd goed. In 1923 besloot de RKVB Breda zelfs zichzelf op te heffen vanwege onvrede met de federatie. Alle clubs van de RKVB stapten over naar de Brabantsche Voetbalbond. Ook andere clubs wilden overstappen naar de neutrale bonden. De NVB en de Brabantsche Voetbalbond waren hierover overigens niet enthousiast omdat zij bang waren dat de neutraliteit van de bonden zou worden aangetast. Uiteindelijk werd, nadat de regio Geertruidenberg zich in 1929 aansloot bij de RKVB Den Bosch, in 1930 de RKVB Breda weer opgericht. Deze sloot zich direct weer aan bij de RKF.

## Organisatie

### Bonden
De Roomsch-Katholieke Federatie bestond aanvankelijk uit vijf verschillende voetbalbonden.
- Rooms-Katholieke Voetbalbond Breda (RKVB Breda), opgericht op 19 september 1915 als Rooms-Katholieke Voetbalbond Noord-Brabant Westelijk deel

Deze bond besloeg de regio van westelijk Noord-Brabant en de provincie Zeeland.
- Rooms-Katholieke Voetbalbond Den Bosch (RKVB Den Bosch), opgericht op 10 december 1915.

Deze bond besloeg het gebied oostelijk Noord-Brabant en de Betuwe, waaronder de steden Den Bosch, Eindhoven en Tilburg.
- Rooms-Katholieke Utrechtsche Voetbalbond (RKUVB), opgericht op 23 juni 1916.

Deze bond had als gebied alles ten noorden van de rivier de Rijn en ten oosten van het IJsselmeer/Zuiderzee inclusief de provincie Utrecht.
- Rooms-Katholieke Limburgsche Voetbalbond (RKLVB), opgericht op 24 juli 1917.

Deze bond had als gebied alleen de Nederlandse provincie Limburg.
- Diocesane Haarlemsche Voetbalbond (DHVB), opgericht op 7 september 1919.

Deze bond betrof het gebied de provincies Noord- en Zuid-Holland.
Later ontstond de
- Interdiocesane Voetbal-Competitie-Bond (IVCB), opgericht op 24 april 1932.

Deze bond organiseerde de landelijke competitie voor de katholieken met drie verschillende niveaus.
In de RKUVB was de dichtheid van rooms-katholieke clubs het laagst, terwijl de RKLVB de grootste dichtheid had. Dit kwam doordat in Limburg veel rooms-katholieken woonden en gemakkelijk een rooms-katholieke club konden oprichten. Er waren in Limburg dan ook meer clubs aangesloten bij de RKLVB dan bij de neutrale Limburgsche Voetbalbond. In het gebied van de RKUVB woonden naar verhouding minder rooms-katholieken; bovendien leefde voetbal in deze regio minder dan in de Randstad of in zuidelijk Nederland.

### Competitie-opzet
In het seizoen 1916/17 werd er voor het eerst gestreden om het kampioenschap binnen de rooms-katholieke voetballerij. In dat seizoen werden door de RKVB Breda en RKVB Den Bosch twee groepen (klassen) samengesteld met de beste ploegen. De winnaars van deze twee groepen speelden vervolgens tegen elkaar om het kampioenschap. Een jaar later waren er zes groepen, nadat ook de RKUVB was toegetreden. Ook hierbij streden de zes kampioenen tegen elkaar om het kampioenschap.
De diocesane bonden bepaalden zelf welke clubs er in deze groepen belandden. Daarbij kwam het regelmatig voor dat niet de beste clubs van elke diocesane om het kampioenschap streden. De federatie had geen zeggenschap over welke clubs deel mochten nemen aan het kampioenschap.
In het seizoen 1920/21 werd er binnen de RKF een Overgangsklasse ingesteld. Deze Overgangsklasse was op dat moment het hoogste niveau binnen de federatie. Een jaar later waren er twee Overgangsklassen, zes Tweede klassen en drie Derde klassen.
In het seizoen 1925/26 waren er drie Overgangsklassen (voor de DHVB en RKUVB) en twee Eerste klassen (voor RKVB Den Bosch en RKLVB). Hierbij hadden de Overgangsklasse en de Eerste klasse hetzelfde niveau. De winnaars van deze vijf klassen speelden vervolgens nog tegen elkaar om het kampioenschap.
Later verviel de term Overgangsklasse en werden deze clubs toegevoegd aan de Eerste klasse. Verder waren er tot de oprichting van de IVCB diverse Tweedeklasse-competities en voor de regio Eindhoven nog een Derde klasse.

#### Interdiocesane Voetbal-Competitie-Bond
Op 24 april 1932 werd de Interdiocesane Voetbal-Competitie-Bond (IVCB) opgericht, die functioneerde als onderdeel van de federatie. De bond organiseerde een landelijke competitie voor de clubs uit de vijf diocesanen, die meer het karakter van de KNVB-competitie kreeg. Onder de noemer van de federatie zelf werd geen voetbal meer gespeeld.
De IVCB verving de competitie-opzet bij de federatie en de diocesane bonden hadden geen zeggenschap meer over de teams die bij de IVCB speelden. De IVCB bestond uit vijf afdelingen die waren opgedeeld naar de diocesanen: Zuid I (RKLVB), Zuid II (RKVB Den Bosch en RKVB Breda), West I en II (beide DHVB) en Oost (RKUVB). Alle afdelingen hadden een Eerste en Tweede klasse en vanaf het seizoen 1934/35 had Zuid II ook een Derde klasse. De kampioenen van elke Eerste klasse speelden op het einde van het seizoen nog een competitie tegen elkaar om te bepalen wie er landskampioen werd.
Om deel te mogen nemen aan de IVCB moesten clubs wel aan voorwaarden voldoen:
- Minimaal uit 25 leden bestaan voor de Tweedeklasse-competitie.
- Minimaal uit 35 leden bestaan voor de Eersteklasse-competitie.
- De club mocht geen bedrijfsvereniging zijn.

### Officieel orgaan
Mededelingen door het RKF en de diocesanen werden tussen oktober 1916 en eind 1920 gedaan in Ons Sportblad, in 1921 omgedoopt tot Sport illustratie. Tot 1935 was er één editie van Sport illustratie, waarin het hoofdzakelijk over voetbal ging. Regelmatig kwamen ook mededelingen van gymnastiek- en korfbalverenigingen langs in het blad.
Vanaf 1935 bestond het blad uit twee edities, een noord- en een zuidversie, beide met mededelingen over de RKF en IVCB, naast nieuws van de regionale bonden.

## Einde RKF en IVCB
Nadat in 1940 de Duitsers Nederland waren binnengevallen, eisten zij een andere opzet van het Nederlandse voetbal. Dit moest bestaan uit één voetbalbond met regionale onderafdelingen. Deze onderafdelingen hadden voortaan te luisteren naar de bond en konden niet zomaar eigen regels maken. De 20 grootste neutrale regionale bonden die door de NVB werden erkend, werden de onderafdelingen van de NVB. Alle overige bonden werden opgeheven. Hiermee kwam een einde aan de Roomsch-Katholieke Federatie en aan de Interdiocesane Voetbal-Competitie-Bond.
De clubs die in de IVCB uitkwamen werden overgeschreven naar de NVB en de teams kwamen vervolgens uit in de Tweede, Derde of Vierde klasse van de NVB. Dat kwam er op neer dat zij een niveau lager speelden dan bij de IVCB. De clubs uit de vijf diocesanen werden verdeeld over de regionale onderbonden naar de regio waarin zij speelden.